# 桂阳军
桂阳军，南宋时设置的军。
绍兴三年（1133年）升桂阳监置，治所在平阳县（今湖南省桂阳县）。属荆湖南路。辖境相当今湖南省桂阳、嘉禾、临武、蓝山等县地。元朝至元十四年（1277年）升为桂阳路。 